# Gernot Jurtin
Gernot Jurtin (Scheifling, 9 settembre 1955 – Altenmarkt im Pongau, 5 dicembre 2006) è stato un calciatore austriaco, di ruolo attaccante.

## Carriera

### Club
Ha giocato nella prima divisione austriaca, di cui è stato capocannoniere nella stagione 1980-1981.
In carriera ha totalizzato complessivamente 6 presenze e una rete in Coppa delle Coppe UEFA, oltre a 11 presenze e 5 reti in Coppa UEFA.

### Nazionale
Ha partecipato ai Mondiali del 1982.

## Palmarès

### Individuale
- Capocannoniere del campionato austriaco: 1

1980-1981